# 753
Évszázadok: 7. század – 8. század – 9. század
Évtizedek: 700-as évek – 710-es évek – 720-as évek – 730-as évek – 740-es évek – 750-es évek – 760-as évek – 770-es évek – 780-as évek – 790-es évek – 800-as évek
Évek: 748 – 749 – 750 – 751 –  752 – 753 – 754 – 755 – 756 – 757 – 758

## Események

### Európa
- Kis Pippin frank király büntetőexpedíciót indít a határvidéket fosztogató szászok ellen. A harcok során elesik Hildegar kölni püspök.
- II. István pápa a Frank Birodalomba utazik, hogy segítséget kérjen Kis Pippintől a pápaság önállóságát fenyegető longobárdokkal szemben. Szinte vele egy időben Pippin fivére, a Monte Cassinói apátságba visszavonult Karlmann is visszatér hazájába, hogy Aistulf longobárd király nyomására megpróbálja meggyőzni Pippint: ne avatkozzon bele Itália ügyeibe.
- Kis Pippin féltestvére, a félreállított Grifo újabb felkelést igyekszik szervezni fivére ellen a bretonok támogatásával; majd a longobárdokhoz indul, de az Alpokban megölik.
- A vikingek megalapítják a mai Oroszországban Sztaraja Ladoga kereskedőállomását.

## Halálozások
- Szent Pirmin, frank (vagy vizigót) hittérítő
- Grifo, Martell Károly fia

## Fordítás
- Ez a szócikk részben vagy egészben  a(z)   753 című angol Wikipédia-szócikk ezen változatának fordításán alapul.  Az eredeti cikk szerkesztőit annak laptörténete sorolja fel. Ez a jelzés csupán a megfogalmazás eredetét és a szerzői jogokat jelzi, nem szolgál a cikkben szereplő információk forrásmegjelöléseként.